# Sólkatla
Sólkatla är ett berg i republiken Island. Det ligger i regionen Suðurland, 110 km nordost om huvudstaden Reykjavík. Toppen på Sólkatla är 1 010 meter över havet, eller 76 meter över den omgivande terrängen. Bredden vid basen är 2,1 km.
Trakten runt Sólkatla är nära nog obefolkad, med mindre än två invånare per kvadratkilometer. Det finns inga samhällen i närheten. Trakten runt Sólkatla består i huvudsak av gräsmarker.